# 肱二頭肌

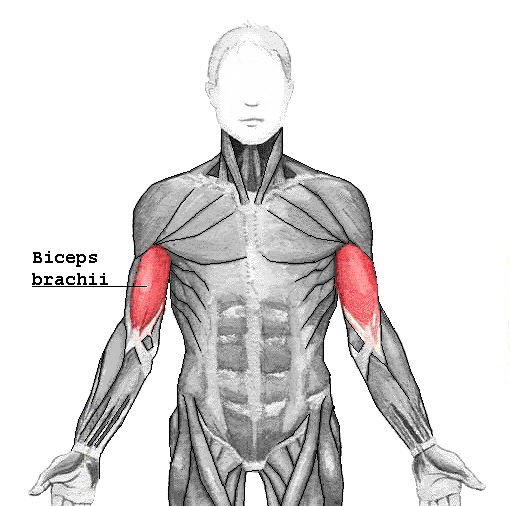
肱二頭肌

肱二頭肌是使手臂彎曲的肌肉，連接肩胛骨和前臂的橈骨，收縮使前臂彎曲。英文名「biceps brachii」的意思是「臂的兩個頭」，因為該肌靠近軀體的一部份分裂為兩部分。健美運動員展現肌肉時，經常屈曲肱二頭肌，因為它收縮時明显地鼓起。

## 結構

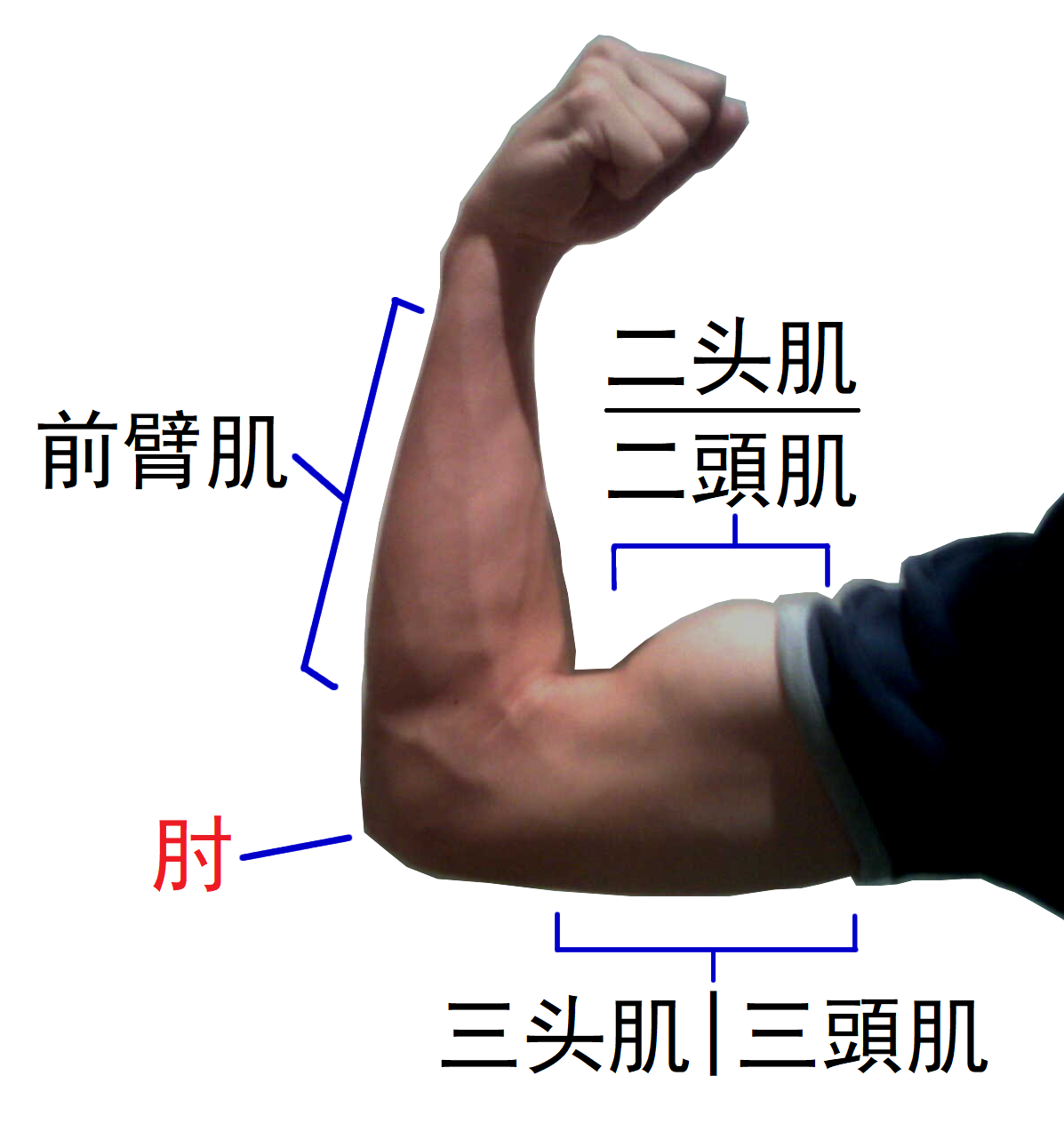
肱二頭肌及肱三頭肌。
手臂曲折運動時肱二頭肌與肱三頭肌的運作。
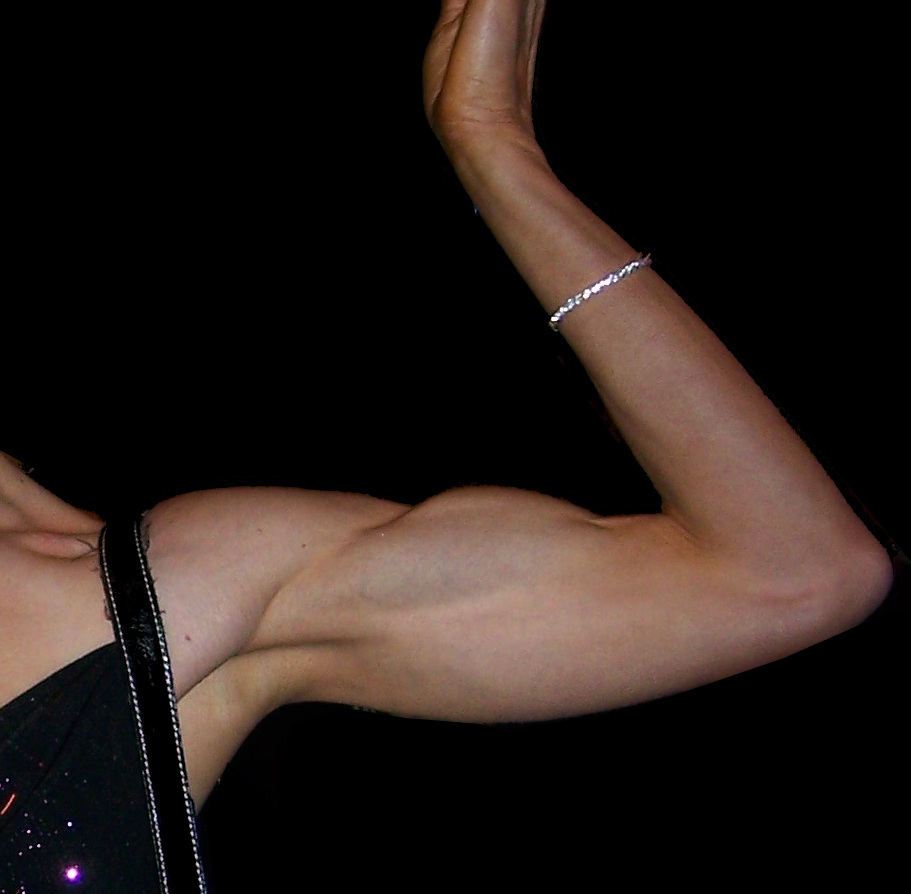
肱二頭肌肌的短頭（前）和長頭（後）之間的分離。

## 外部連結
- 解剖學(Anatomy)-肌肉(muscle)-Biceps Brachii muscle(肱二頭肌) （页面存档备份，存于）